# Derek Barnett
(en) Statistiques sur pro-football-reference
Derek Anthony Barnett, né le 5 juin 1996 à Nashville au Tennessee, est un sportif professionnel américain de football américain jouant au poste de defensive end dans la National Football League (NFL) depuis la saison 2017, et pour la franchise des Texans de Houston depuis la saison 2023.
Auparavant, au niveau universitaire, il a joué pendant trois saisons pour les Volunteers de l'université du Tennessee au sein de la NCAA Division I FBS avant d'être sélectionné en 14e choix global lors du premier tour de la draft 2017 de la NFL par les Eagles de Philadelphie. Au terme de la saison 2017, il remporte 41 à 33, le Super Bowl LII joué contre les Patriots de la Nouvelle-Angleterre.
Son temps de jeu étant réduit, il est libéré par les Eagles pendant la saison 2023 ce qui lui permet de rejoindre en novembre de cette saison les Texans de Houston.

## Palmarès

### En NFL
- Vainqueur du Super Bowl LII avec les Eagles de Philadelphie au terme de la saison 2017[4] ;
- Sélectionné dans l'équipe des meilleurs rookies de la saison 2017 par la Pro Football Writers Association (en)[6] ;

### En NCAA
- Sélectionné dans l'équipe All-American 2016[7] ;
- Sélectionné dans la première équipe de la conférence SEC en 2016 ;
- Sélectionné dans la deuxième équipe de la conférence SEC en 2014 et en 2015 ;
- Sélectionné dans l'équipe des meilleurs joueurs de première année (freshman) de la conférence SEC en 2014.

## Statistiques
| Année       | Équipe                  | Statut      | MJ |       | Plaquages | Plaquages | Plaquages | Plaquages |       | Interceptions | Interceptions | Interceptions | Interceptions |  | Fumbles | Fumbles |
| Année       | Équipe                  | Statut      | MJ | Total | Seul      | Ast.      | Sacks     | Nb.       | Yards | Déf.          | TD            | Nb.           | Rec.          |  |         |         |
| 2014*       | Volunteers du Tennessee | Fr.         | 13 | 72    | 47        | 25        | 10,0      | 0         | 0     | 0             | 0             | 1             | 0             |  |         |         |
| 2015*       | Volunteers du Tennessee | So.         | 13 | 69    | 44        | 25        | 10,0      | 0         | 0     | 1             | 0             | 1             | 1             |  |         |         |
| 2016*       | Volunteers du Tennessee | Jr.         | 13 | 56    | 40        | 16        | 13,0      | 1         | 7     | 5             | 0             | 0             | 2             |  |         |         |
| Totaux NCAA | Totaux NCAA             | Totaux NCAA | 39 | 197   | 66        | 131       | 33,0      | 1         | 7     | 6             | 0             | 2             | 3             |  |         |         |

* signifie que les statistiques incluent celles du bowl d'après saison régulière
| Année         | Équipe                 | MJ |                | Plaquages      | Plaquages      | Plaquages      | Plaquages      |                | Interceptions  | Interceptions  | Interceptions | Interceptions |  | Fumbles | Fumbles |
| Année         | Équipe                 | MJ | Total          | Seul           | Ast.           | Sacks          | Nb.            | Yards          | Déf.           | TD             | Nb.           | Rec.          |  |         |         |
| 2017          | Eagles de Philadelphie | 15 | 21             | 18             | 3              | 5.5            | 0              | 0              | 0              | 0              | 1             | 3             |  |         |         |
| 2018          | Eagles                 | 06 | 16             | 11             | 05             | 2,5            | 0              | 0              | 0              | 0              | 0             | 0             |  |         |         |
| 2019          | Eagles                 | 14 | 30             | 25             | 05             | 6,5            | 0              | 0              | 0              | 0              | 2             | 0             |  |         |         |
| 2020          | Eagles                 | 13 | 34             | 21             | 13             | 5,5            | 0              | 0              | 0              | 0              | 0             | 0             |  |         |         |
| 2021          | Eagles                 | 16 | 46             | 20             | 26             | 2,0            | 0              | 0              | 0              | 0              | 0             | 0             |  |         |         |
| 2022          | Eagles                 | 01 | 0              | 0              | 0              | 0,0            | 0              | 0              | 0              | 0              | 0             | 0             |  |         |         |
| 2023          | Eagles                 | 08 | 03             | 01             | 02             | 0,0            | 0              | 0              | 0              | 0              | 0             | 0             |  |         |         |
| 2023          | Texans de Houston      | 06 | 19             | 11             | 08             | 2,5            | 0              | 0              | 2              | 0              | 0             | 0             |  |         |         |
| 2024          | Texans de Houston      | 16 | 26             | 15             | 11             | 5,0            | 0              | 0              | 0              | 0              | 2             | 2             |  |         |         |
| 2025          | Texans de Houston      | ?  | Saison à venir | Saison à venir | Saison à venir | Saison à venir | Saison à venir | Saison à venir | Saison à venir | Saison à venir | ?             | ?             |  |         |         |
| Totaux NFL    | Totaux NFL             | 95 | 195            | 122            | 73             | 29,0           | 0              | 0              | 2              | 0              | 5             | 5             |  |         |         |
| Totaux Eagles | Totaux Eagles          | 73 | 150            | 96             | 54             | 21,5           | 0              | 0              | 0              | 0              | 3             | 3             |  |         |         |

| Année         | Équipe                 | MJ |                     | Plaquages           | Plaquages           | Plaquages           | Plaquages           |                     | Interceptions       | Interceptions       | Interceptions | Interceptions |  | Fumbles | Fumbles |
| Année         | Équipe                 | MJ | Total               | Seul                | Ast.                | Sacks               | Nb.                 | Yards               | Déf.                | TD                  | Nb.           | Rec.          |  |         |         |
| 2017          | Eagles de Philadelphie | 3  | 2                   | 2                   | 0                   | 1,0                 | 0                   | 0                   | 0                   | 0                   | 1             | 1             |  |         |         |
| 2018          | Eagles de Philadelphie | 0  | Blessé n'a pas joué | Blessé n'a pas joué | Blessé n'a pas joué | Blessé n'a pas joué | Blessé n'a pas joué | Blessé n'a pas joué | Blessé n'a pas joué | Blessé n'a pas joué | -             | -             |  |         |         |
| 2019          | Eagles de Philadelphie | 1  | 3                   | 1                   | 2                   | 0,0                 | 0                   | 0                   | 0                   | 0                   | 0             | 0             |  |         |         |
| 2021          | Eagles de Philadelphie | 1  | 4                   | 1                   | 3                   | 0,5                 | 0                   | 0                   | 0                   | 0                   | 0             | 0             |  |         |         |
| 2022          | Eagles de Philadelphie | 0  | Blessé n'a pas joué | Blessé n'a pas joué | Blessé n'a pas joué | Blessé n'a pas joué | Blessé n'a pas joué | Blessé n'a pas joué | Blessé n'a pas joué | Blessé n'a pas joué | -             | -             |  |         |         |
| 2023          | Texans de Houston      | 2  | 7                   | 3                   | 4                   | 2,0                 | 0                   | 0                   | 0                   | 0                   | 0             | 0             |  |         |         |
| 2024          | Texans de Houston      | 2  | 1                   | 1                   | 0                   | 0,0                 | 0                   | 0                   | 0                   | 0                   | 0             | 0             |  |         |         |
| Totaux Eagles | Totaux Eagles          | 9  | 18                  | 9                   | 9                   | 2,5                 | 0                   | 0                   | 0                   | 0                   | 1             | 1             |  |         |         |